# 그루포 엑시토
그루포 엑시토(Grupo Éxito, 과거 명칭: 알마세네스 엑시토, Almacenes Exito)는 콜롬비아의 대표적인 소매점이다. 엑시토는 스페인어로 ‘성공’이라는 뜻이다.
1949년 구스타브 토로가 메데인에서 설립했다. 알마세네스 엑시토는 콜롬비아에서 가장 큰 슈퍼마켓 연쇄점이며, 34개 도시에 약 260개에 달하는 직영점을 운영하고 있다. 프랑스 회사 카지노 그룹이 60%가 넘는 지분을 갖고 있다. 자회사로 카루야(Carulla), 보데가(Bodega), 포모나(Pomona) 등이 있다.